# Сворцвілл (Пенсільванія)
Сворцвілл (англ. Swartzville) — переписна місцевість (CDP) в США, в окрузі Ланкастер штату Пенсільванія. Населення — 2273 особи (2020).

## Географія
Сворцвілл розташований за координатами 40°13′44″ пн. ш. 76°4′46″ зх. д. / 40.22889° пн. ш. 76.07944° зх. д. (40.228864, -76.079453).  За даними Бюро перепису населення США в 2010 році переписна місцевість мала площу 3,79 км², з яких 3,78 км² — суходіл та 0,02 км² — водойми.

## Демографія
Згідно з переписом 2010 року, у переписній місцевості мешкали 2283 особи в 875 домогосподарствах у складі 643 родин. Густота населення становила 602 особи/км².  Було 890 помешкань (235/км²).
Расовий склад населення:
| - 92,5 % — білих - 4,4 % — азіатів - 1,5 % — чорних або афроамериканців - 0,1 % — вихідців з тихоокеанських островів |

До двох чи більше рас належало 1,0 %. Частка іспаномовних становила 1,8 % від усіх жителів.
За віковим діапазоном населення розподілялося таким чином: 24,4 % — особи молодші 18 років, 60,4 % — особи у віці 18—64 років, 15,2 % — особи у віці 65 років та старші. Медіана віку мешканця становила 40,8 року. На 100 осіб жіночої статі у переписній місцевості припадало 99,2 чоловіків;  на 100 жінок у віці від 18 років та старших — 98,5 чоловіків також старших 18 років.
Середній дохід на одне домашнє господарство  становив 72 491 долар США (медіана — 67 528), а середній дохід на одну сім'ю — 91 364 долари (медіана — 83 750). Медіана доходів становила 60 605 доларів для чоловіків та 32 161 долар для жінок. За межею бідності перебувало 8,7 % осіб, у тому числі 9,0 % дітей у віці до 18 років та 16,8 % осіб у віці 65 років та старших.
Цивільне працевлаштоване населення становило 1016 осіб. Основні галузі зайнятості: виробництво — 23,5 %, освіта, охорона здоров'я та соціальна допомога — 18,5 %, мистецтво, розваги та відпочинок — 13,8 %, роздрібна торгівля — 12,2 %.